# Участок № 37
Уча́сток № 37 — посёлок в Таловском районе Воронежской области.
Входит в состав Шанинского сельского поселения.

## Население
| 2010 |
| ---- |
| 31   |

## Улицы
В посёлке имеются две улицы — 9 Мая и Октябрьская.